# Kerkelijke heraldiek

Een voorbeeld van het wapen van een hooggeplaatste priester. De Kardinaal-infant Ferdinand van Oostenrijk combineerde zijn kardinaalswapen met de kroon van een Spaans prins.

Omdat de heraldiek van de krijgshaftige ridders, in de kerk "burgerlijke heraldiek" genoemd, niet bij de vredelievende kerk paste, is er in de loop der eeuwen een eigen kerkelijke heraldiek ontstaan waarvan de regels en de ornamenten afwijken van die van de leken. De wapenwetgeving is in de Rooms-Katholieke Kerk enerzijds op de dogmatische orde van de kerkelijke hiërarchie en de canonieke en leerstellige factoren gebaseerd en heeft anderzijds ook liturgische achtergronden. Het doel van de heraldiek is net als buiten de kerken het aanduiden van personen en hun rang of kwaliteit.
De paus is een fons honorum en kan daarom wapens, titels en eerbewijzen verlenen die overal worden erkend.
De aan het Pauselijk hof verbonden wereldlijke heraldiek, terug te vinden in de wapens van de afstammelingen van de Pausen en de afstammelingen van hun broers, geregeld in de Bul Urbem Romam, behoren niet tot de kerkelijke heraldiek in engere zin. In deze wapens, zoals die van de Markies met de baldakijn zijn wel elementen uit de kerkelijke heraldiek te vinden. Zij maken deel uit van het schild en niet van de daaromheen geplaatste of gehangen pronkstukken of kerkelijke aanduidingen van rang zoals de kwasten.

## Geschiedenis van de kerkelijke heraldiek

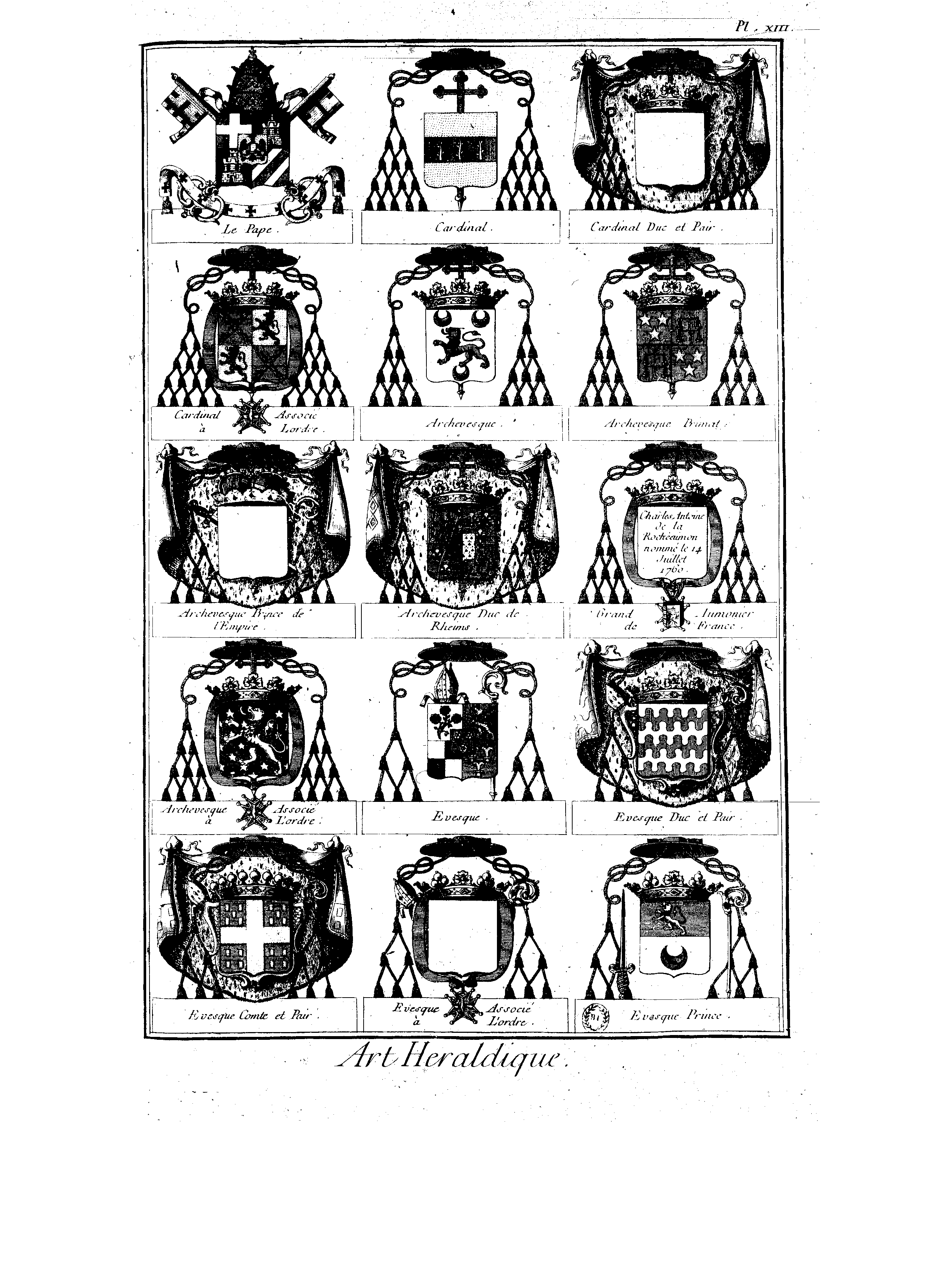
in de Encyclopedie van Diderot worden reeds verschillende wapens bestudeerd.

Ruim een eeuw nadat onder de Europese ridders een heraldische traditie ontstond, ging ook de Rooms-Katholieke Kerk wapenschilden gebruiken.
Een van de oudste, misschien het oudste, van deze wapens is dat van Guillaume de Joinville, Bisschop van Langres van 1209 tot 1215.
Op de wapenrol van Zürich uit 1240 komen geen bisschoppelijke wapenschilden, maar wel hun heraldische banieren voor. Als leenmannen waren de bisschoppen baanderheren die een legertje moesten laten aantreden wanneer hun leenheer dat vroeg. Maar een geestelijke vocht zelf niet en bezat daarom geen schild en dus ook geen wapenschild. Opgemerkt moet worden dat priesters geen wapens mochten hanteren, maar dat niet iedereen zich aan deze regel hield.
Een generatie later werd op de "Codex Seffken" voor het eerst een serie bisschopswapens met schilden en helmen afgebeeld. In de tweede helft van de 13e eeuw werd het voeren van het eigen wapen of het voeren van het wapen van het bisdom algemeen.
In de al in de middeleeuwen gescheiden orthodoxe kerken heeft de heraldiek nooit een grote rol gespeeld en in de protestantse kerken was dat ook niet het geval. Desondanks heeft zich ook daar een eigen heraldiek ontwikkeld die verderop in dit artikel wordt behandeld.
Het Romeinse kerkelijk recht, vervat in de Codex Iuris Canonici, schrijft de geestelijken voor om curiale zegels te laten snijden omdat zij veel akten, archieven en reliekhouders moesten kunnen verzegelen met hun eigen onverwisselbare zegel. De pausen hebben dergelijke zegels sinds de zesde eeuw gebruikt. Veelal waren dit portretzegels waarop een tronende figuur was afgebeeld.
Toen heel Europa zich in de late middeleeuwen aan de liefhebberij van de heraldiek overgaf, volgden ook de geestelijken de mode. Er ontstonden abbatiale en bisschopswapens met wapenschilden aan de voeten van de afgebeelde geestelijken. Na enige tijd namen de wapenschilden het gehele zegel over. Eerst werden kromstaven, mijters en hoeden toegevoegd om de geestelijke stand te benadrukken, later zag men zelfs wapens met zwaarden om aan te geven dat bepaalde geestelijken ook wereldlijke macht bezaten.
De kerkelijke hiërarchie werd en wordt vooral met het aantal kwasten aan de zijden van het wapenschild tot uitdrukking gebracht, maar ook de kleur van deze kwasten (fiochi genaamd), hoeden, een al dan niet patriarchaal kruis, een bisschopsstaf, kardinaalshoed (ook wel Galero genoemd) en de tiara laten zien welke rang een geestelijke bezit. Het aartsbisschoppelijke pallium, teken van zijn macht, wordt ook in het wapen van de kardinalen afgebeeld, maar ontbreekt bij titulaire aartsbisschoppen.
Verder zijn de aan de paus voorbehouden tiara en sleutels, de rozenkrans, baldakijn, parasol, kostbare mijter ("Mitra Preciosa"), kromstaf, herdersstaf, kromstaf met sluier, pontificale of prelatenhoed, pallium, patriarchale en gewone kruizen, prior- of cantorstaf, Maltezer kruis en kruis van Jeruzalem, Byzantijnse bisschopskroon, oosterse mijter, patriarchale staf met wereldbol en kruis, herdersstaf met slangen, doctorsstaf, Armeense tiara (een soort mijter) en koormantel of "mandyas" in priesterwapens gebruikelijke en toegestane ornamenten.
Als schildhouders kozen geestelijken vaak voor engelen of heiligen; leeuwen en fabeldieren werden voor priesters ongepast geacht. Het was en is geestelijken niet toegestaan om de 12 apostelen als dragers van het wapen te gebruiken, maar ook aan deze regel heeft men zich niet altijd gehouden. Op informelere wapentekeningen zoals ex libri komen patroonheiligen als drager van het wapen wél geregeld voor. De gezaghebbende heraldicus Mgr. Heim noemt dit een "aardig gebruik". Wapenschilden van kloosters kunnen schilddragers hebben, de prelaten moeten het zonder deze opschik doen.
Pas in 1644 vaardigde Paus Innocentius X een bul uit waarin hij regels stelde voor de heraldiek van de kerk. In de regelgeving gaat de paus alleen in op de tekenen en attributen die rond het schild zijn aangebracht. De inhoud van het schild is geheel en al een zaak voor de geestelijke zelf. De tradities en regels hieromtrent verschillen dan ook per land en kloosterorde. De paus bevestigde ook dat hij alleen heraldiek voor de tot priester gewijde geestelijken vaststelde. Abdissen, niet gewijde kloosterlingen en zij die de lagere wijdingen hebben ontvangen vallen niet onder de regel van de kerkelijke heraldiek en zullen ook zelden genoodzaakt of in de gelegenheid zijn om een wapen te voeren.
Een niet tot priester gewijde man kan desondanks overste van een religieuze orde zijn en een vrouw kan geen wijdingen ontvangen maar toch het bestuur van een klooster uitoefenen.In dergelijke gevallen zijn zegels, en dus ook wapens, noodzakelijk. De wapens van de abdis en de als overste gekozen leken-religieus die dus beiden wapens kunnen voeren, berusten op gewoonterecht en canonieke installatie (zij dragen hun ambt uit hoofde van de bevestiging door een bisschop) en niet op de bul van Innocentius X of de Codex Iuris Canonici.
De 18e en 19e eeuw kunnen als een vervalperiode van de heraldiek worden gezien. De heraldische regels waarin herkenbaarheid en juiste proporties voorop staan, werden in toenemende mate genegeerd en ook veel geestelijken kozen overladen of heraldisch onjuist getekende wapens. Diverse elementen uit de burgerlijke heraldiek kregen een plaats in de wapens van priesters.
Keizer Napoleon I schreef de geestelijken in zijn rijk zelfs wapens voor waarbij hij hen rangen in de Franse adel toeschreef en waarin elementen uit de heraldiek van het Franse keizerrijk en de traditie van de kerk worden vermengd.
Een kentering in de kerkelijke heraldiek kwam na de Tweede Wereldoorlog tot stand door ingrijpen van de pauselijke nuntius in Parijs, Mgr. Angelo Roncalli, de latere Paus Johannes XXIII en zijn medewerker in de nuntiatuur Bruno Bernard Heim.
Mede onder hun invloed is het wapen van de geestelijken in de laatste decennia sterk vereenvoudigd. Het gebruik van wereldlijke tekens zoals zwaarden en kronen is nu verdwenen en aan het gebruik van afwijkende hoeden (er zijn bijvoorbeeld Franse en Zwitserse bisschoppen die een aartsbisschoppelijke hoed met 20 kwasten voeren) wordt, wanneer daarvoor geen aantoonbare dispensatie ten grondslag ligt, paal en perk gesteld.
De patriarch van Lissabon voerde (en droeg) eeuwenlang een tiara die hij combineerde met een patriarchaal kruis in zijn wapen. Ook aan dit misbruik van een pauselijk attribuut, alleen de paus komt de tiara of triregnum toe, is nu een einde gekomen.
In het laatste kwart van de 20e eeuw kwam er een einde aan het gebruik van de mijter als onderdeel van kerkelijke wapens, in plaats daarvan wordt nu alleen de pelgrimshoed gebruikt die bij priesters zwart, bij hogere geestelijken groen en bij kardinalen breedgerand en kardinaalrood of scharlaken is.

## Rooms-katholieke kerk

### Hetwapen van de paus van de Rooms-Katholieke Kerk
Aan het hoofd van deze kerk staat de paus, tevens aartsbisschop van Rome. Zijn kenmerkende insignia waren twee gekruiste sleutels en een tiara.
In 2006 koos de nieuwgekozen Paus Benedictus XVI een wapen dat brak met de eeuwenoude traditie. De al sinds de dood van Paus Paulus VI niet meer gedragen tiara werd vervangen door een mijter en voor het eerst in de geschiedenis werd een pallium aan het wapen toegevoegd.
Het oudste pauselijke wapen is dat van Bonifatius VIII die in 1303 stierf. Clemens VI voerde als eerste een pauselijk wapen met tiara en gekruiste sleutels.
De tegenwoordig gehanteerde regels voor een pauselijk wapen zijn niet in een kerkelijke wettekst vastgelegd maar zij berusten op eeuwenoude gewoonten. Wanneer men afbeeldingen van pauselijke wapens ziet die daarvan afwijken dan is dat te wijten aan onkunde of eigen initiatief van de tekenaar.
Kenmerkend voor het pauselijk wapen zijn: tiara, samengebonden gekruiste gouden en zilveren sleutels onder de tiara of achter het schild. De paus droeg wel een pallium, maar voerde tot voor kort geen pallium in zijn wapen dat geen enkel ander element behalve de hierboven genoemde tiara en sleutels bevatte.
Een paus behoudt zijn familiewapen ook na zijn verkiezing. Uitzonderingen zijn de tot paus gekozen patriarchen die in navolging van Pius X de gevleugelde leeuw van Sint-Marcus als een schildhoofd van religie in hun wapen plaatsten. Ook tot paus gekozen leden van religieuze orden dragen in navolging van Benedictus XIII het wapen waarin zij het symbool van hun orde paalden of kwartileerden met hun eigen wapen verder na hun verkiezing.
Omdat een paus een absoluut vorst is en niemand verantwoording schuldig is, kan een gekozen paus van de hierboven genoemde regels afwijken.

Klassiek pauselijk wapen met tiara. De laatste twee pausen gebruikten beiden unieke externe ornamenten.
Wapen van de Camerlengo tijdens het "Sede vacante". Boven het wapen staan de sleutels van Sint-Pieter en de ombrellino.

### Kardinaal
Sinds 1775 mag iedere kardinaal, ongeacht rang (kardinaal-diaken, kardinaal-priester of kardinaal-bisschop), de rode kardinaalshoed met aan weerszijden 15, totaal 30, rode kwasten voeren. Is de kardinaal geen bisschop gewijd, dan ontbreekt ook de bisschopsstaf. Is de kardinaal wel bisschop gewijd, dan staat achter het wapenschild een bisschopsstaf met Latijns kruis met enkele dwarsbalk. Betreft het een aartsbisschop (dat mag titulair zijn), dan mag de kardinaal een patriarchaal kruis voeren. Is de kardinaal ook nog eens metropoliet, dan mag het pallium in het wapen worden toegevoegd. In het verleden kwamen in kardinaalswapens ook kronen, schildhouders, onderscheidingen, overdadige hoeveelheden kwasten (soms wel veertig), en kromstaven voor maar deze werden in de loop der jaren steeds meer weggelaten.

Kardinaal, maar niet bisschop gewijd
Kardinaal, bisschop gewijd, maar géén aartsbisschop en géén metropoliet.
Kardinaal, bisschop gewijd én (al dan niet titulair) aartsbisschop, maar géén metropoliet.
Kardinaal, bisschop gewijd, (al dan niet titulair) aartsbisschop én metropoliet.

In alle priesterwapens wordt een uitzondering gemaakt voor de kruizen van de ridderorden van Malta en het Heilig Graf die met uitsluiting van alle andere, immers wereldlijke of niet door de Heilige Stoel erkende orden, in een priesterwapen mogen worden gevoerd. Kardinalen leggen hun wapen op een kruis van een van deze orden.

### Patriarch
Het wapen van de patriarch wordt gekenmerkt door dertig groene kwasten en een groene bisschopshoed met een patriarchaal kruis dat daarboven uitsteekt. Het wapen van patriarchen berust op gewoonterecht en is in de loop der tijden sterk veranderd. Ooit vond men in deze wapens rangkronen maar, Paus Benedictus XV heeft dat verboden. Patriarchen die ook assistenten bij de pauselijke troon en daarmee Romeinse graven waren, voerden een grafelijk kroontje boven hun wapen. Er zijn ook patriarchen geweest die gevlochten koorden van groen en goud gebruikten om niet minder dan dertig kwasten aan hun hoed te bevestigen. Monseigneurs Bruno Bernard Heim en Carlo Respighi hebben vergeefs gezocht naar het door de patriarchen in dit verband genoemde pauselijk decreet van 3 november 1826 dat de patriarchen, zo heette het, daartoe gerechtigde.
Met de vereenvoudigingen in de kerkelijke heraldische traditie is het grafelijk kroontje van de patriarchen in onbruik geraakt. Achter wapen en hoed van een patriarch staat nu als enig onderscheidingsteken een patriarchenkruis. Thans zijn er nog maar vier patriarchen in de Rooms-katholieke kerk, namelijk de aartsbisschoppen van Rome, Lissabon, Goa en Venetië. De aartsbisschop van Rome is de paus, waarmee er nog drie geestelijken wereldwijd overblijven die dit wapen mogen voeren.
Wanneer een patriarch ook een baljuw-Grootkruis in de Orde van Malta of het Heilig Graf is, kan hij het kruis van die orde onder zijn wapen plaatsen. Patriarchen die geprofeste leden van een orde zijn mogen, want dat is hun persoonlijke recht, hun schild op dat wapen leggen.
Primaten zoals de primaat van Spanje worden in de Codex Iuris Canonici in een adem genoemd met de patriarchen maar zij moeten, wanneer zij aartsbisschoppen en geen kardinaal zijn, de patriarchen de voorrang laten. Een primaat heeft geen eigen insignes in de kerkelijke heraldiek.

Patriarch

### Aartsbisschop
het wapen van de aartsbisschop wordt gekenmerkt door twintig groene kwasten en een groene bisschopshoed. Pius XII verbood de aartsbisschoppen om de uit het verleden stammende tekenen van wereldlijke macht in hun wapen op te nemen en Paulus VI verbood ook het gebruik van mijter en kromstaf zodat een wapen met hoed, koorden en kwasten en patriarchaal kruis overbleef dat, op dezelfde wijze als dat van de patriarch, op een kruis van de Orde van Malta of het Heilig Graf kan worden gelegd. Aartsbisschoppen die metropoliet zijn mogen het pallium toevoegen.

Aartsbisschop-metropoliet
Aartsbisschop
Bisschop

### Bisschop
De bisschop (ook de suffragane bisschop en de hulpbisschop) voert in het wapen een groene hoed met 12 groene kwasten. Een bisschop voert een eenvoudig vierarmig kruis in zijn wapen. Hij mag alleen wanneer hij een pallium heeft gekregen een dergelijk ornament in zijn wapen voeren.
Over de kromstaf moet worden opgemerkt dat deze door de bisschoppen naar links wordt gewend en door anderen die een kromstaf in hun wapen afbeelden naar rechts (heraldisch gezien dus met de opening naar zich toe) wordt geplaatst. Bij de bisschop ontbreekt de sluier aan de kromstaf, maar abten en anderen moeten deze beslist aan hun kromstaf bevestigen. Er zijn tekenaars geweest die ten onrechte een sluier in het bisschoppelijke wapen plaatsten.

### Prelaten
De wapens van de prelaten nullius zijn in de Codex Iuris Canonici niet geregeld en berusten dus op het gewoonterecht en de traditie. De prelaat nullius heeft direct gezag over een bepaald gebied en bepaalde gelovigen, zodat deze priesters die geen bisschoppen zijn enerzijds gewone priesters zijn en anderzijds als "quasi-vel-semi-episcopi" (Latijn: "bisschopachtigen") niet onder het gezag van een bisschop vallen, maar rechtstreeks onder de Heilige Stoel ressorteren. Hun gezag is uiteraard beperkt tot bepaalde lokaliteiten zoals kloosters en functies. Deze plaats in de kerkelijke hiërarchie en hun gezag komt in hun wapens tot uitdrukkingen. Daarin ontbreekt uiteraard het kruis van de bisschoppen, maar zij mogen wel een groene hoed met zes kwasten dragen. Achter het schild is de kromstaf met het daaraan vastgemaakte zweetdoek of sluier geplaatst.
Er zijn prelaten nullius die het zweetdoek hebben weggelaten maar daartegen is door het Vaticaan opgetreden. Dat kan omdat iedere prelaat een afdruk van zijn zegel aan de curie in Rome op moet sturen.
In het verleden plaatsten veel prelaten nullius ook een mijter in hun wapen. Omdat zij een mijter mochten en mogen dragen, waren zij daartoe ook gerechtigd, maar tegenwoordig wordt door de meeste abten en prelaten nullius alleen de groene hoed gevoerd. De abten die op grond van privileges en gewoonte witte hoeden dragen, voeren ook in hun wapen een witte priesterhoed.
De in Wenen residerende grootmeester van de Duitse Orde is een "gemijterde abt met kromstaf", maar mag dankzij een bijzonder privilege de kleding van een bisschop dragen. Priesters die zonder werkelijk bisschop te zijn een kromstaf dragen, moeten deze op hun wapen naar rechts wenden. De mijter werd vroeger, soms samen met een hoed, in het wapen van de gemijterde abten geplaatst maar wordt nu, zoals overal in de kerkelijke heraldiek, weggelaten.
Twintig rode kwasten en een paarse hoed kenmerkten de vier prelaten "met de kwasten" (Italiaans: "prelati di fiochetto"). Van deze vier functies aan het pauselijk hof is er nog één over, de vice-kamerheer van de paus en deze is ook aartsbisschop, zodat de wapenbeschrijving in het desbetreffende Motu proprio door Pius X alleen nog van historisch belang is.

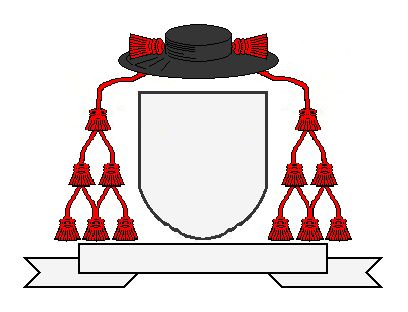
Huiskapelaan van de Paus
Prelaat di Fiochetto

De protonotarissen, ereprelaten en kapelaans van de pauselijke huishouding, allen "ereprelaten" en vroeger "huisprelaten" genoemd, dragen een rode hoed met twaalf kwasten in hun wapen. Wanneer de benoeming honorair of titulair (honoris causa) is dan zijn hoed en kwasten zwart. In het verleden droegen de pauselijke kapelaans, priesters met de eretitel van "Monseigneur" die geen ereprelaten waren, zwarte priesterhoeden met een aantal kwasten waarover geen overeenstemming bestaat of bestond. Twaalf kwasten zijn geregeld voorgekomen maar sommigen vinden zes kwasten voor een kapelaan passender.
Hoge religieuze oversten noemt men "zwarte prelaten". Zij dragen een zwarte hoed met twaalf kwasten. Ook vicarissen-generaal en vicarissen-capitulair mogen een dergelijke hoed op hun wapen afbeelden.

Kapelaan van Zijne Heiligheid honoris causa
Ereprelaat van Zijne Heiligheid honoris causa
Apostolosisch Protonotarius honoris causa

### Kanunniken
Zes zwarte kwasten bevestigd aan zwarte koorden die afhangen van een zwarte priesterhoed vinden wij in de meeste wapens van kanunniken. Colleges van kanunniken hebben in het verleden zoveel rechten en privileges opgeëist of verkregen dat er van hun wapens geen eenvormig beeld gegeven kan worden. Er zijn kanunniken van een basilica major en basilica minor en van een geprivilegieerd en niet geprivilegieerd kapittel. De laatsten zijn in kathedrale, collegiale, seculiere en reguliere kanunniken te verdelen. Al deze verschillen en de geclaimde of verleende voorrechten geven evenzovele mogelijkheden om een wapen vorm te geven, maar de basis is duidelijk; een kanunnik draagt een zwarte priesterhoed met zes kwasten.
Het wil nog weleens voorkomen dat seculiere kanunniken honoris causa Kapelaan of Prelaat van de Paus zijn. In dat geval voeren ze niet het wapen van de kanunnik, maar van de betreffende eretitel (die altijd hoger in rang is).

Kanunnik

### De dekens, pastoors en diakens
Het is, al zijn er uitzonderingen geweest in het Oostenrijks-Hongaarse rijk en daar waar priesters uit hoofde van hun ambt ook edelen waren, niet gebruikelijk een rangkroon met een priesterhoed te combineren.
De 'gewone' geestelijke voert een zwarte hoed. De deken combineert deze met 4 zwarte kwasten, de pastoor en de kapelaan met 2 zwarte en de diaken (die géén priester is) voert een zwarte hoed zonder kwasten.

Deken
Priester
Diaken

### De religieuzen en hun wapen
Behalve uit priesters bestaat de Rooms-Katholieke Kerk ook uit religieuzen, zoals vrouwen die geen priesterwijding kunnen ontvangen, mannen die lagere wijdingen (situatie vóór Tweede Vaticaans Concilie) hebben ontvangen en de geprofeste ridders van de orden van Malta, de Duitse Orde, de Orde van het Heilig Graf en de Constantinische orde. Zij mogen een rozenkrans om hun wapen hangen. De rozenkrans is gewoonlijk zwart, maar de Orde van Malta gebruikt een zilveren rozenkrans. Alle in de heraldiek gebruikte rozenkransen bestaan uit vijf maal tien kleine kralen met tussen deze tientallen vijf grotere kralen.
Voor abten geldt hetgeen reeds is gezegd bij prelaten. Abdissen gebruiken in hun kloosters een kromstaf en plaatsen deze, voorzien van een sluier, ook in hun wapen. De vorm van hun schild is afhankelijk van hun eigen voorkeur en de traditie van hun land. De abdissen van de Brigitinessenkloosters dragen een kroon op hun schild en anderen brengen palmtakken of een gevlochten koord rond hun wapenschild aan om aan te duiden dat het het wapen van een vrouw is.

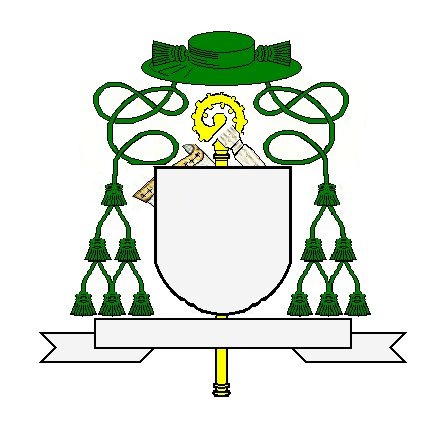
Gemijterde of exempte abt
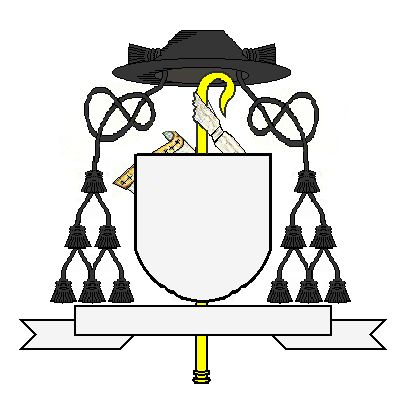
Ongemijterde abt
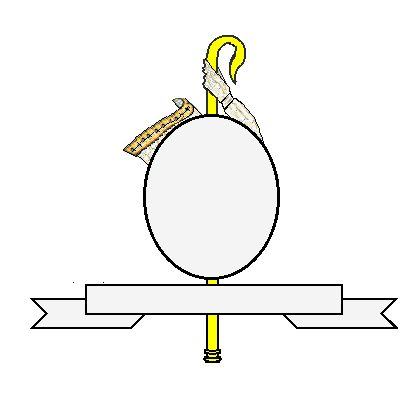
Abdis
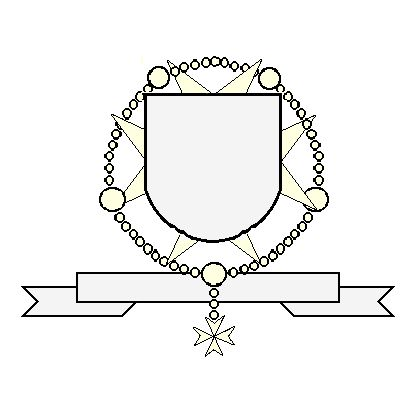
wapen van een geprofeste religieus die geen priesterwijding heeft ontvangen

De Rooms-Katholieke Kerk laat een private academie, de in 1853 opgerichte Academia Araldico in Rome, adviezen geven aan prelaten die een kerkelijk wapen willen gaan voeren.

## Heraldiek in de Engelse katholieke kerkprovincie
In Engeland en Schotland mag men alleen met toestemming van de wapenkoningen een wapen voeren. Omdat Engeland een staatskerk bezit (en Schotland er een bezat), keuren de wapenkoningen wél de persoonlijke wapens van de priesters en prelaten goed, (of niet), maar zij staan noch de aartsbisschop en het aartsbisdom noch de andere katholieke kerkelijke instellingen en bisdommen wapens toe. Het wapen waarin het wapen van het aartsbisdom Westminster (rechts, met pallium en lelie) gepaard is met dat van de aartsbisschop en latere Kardinaal Basil Hume, is dan ook illegaal. Gebruik is in principe zelfs strafbaar. Omdat de Katholieke kerk geen bemoeienis heeft met het schild, geeft de kerk geen mening over deze kwestie.

## Heraldiek in de Chinese katholieke kerkprovincie
Chinese prelaten gebruiken geen groene hoed. In het Chinees is "een groene hoed dragen" een eufemisme voor "hoorndrager" (bedrogen echtgenoot). De katholieke priesters in Chinees sprekende landen zijn celibatair maar vermijden desondanks groene hoeden. In plaats van groen wordt gekozen voor paars, een kleur die iedere prelaat immers mag gebruiken, maar dit is niet nodig daar de hoed niet een essentieel onderdeel van het wapen van een (aarts)bisschop is. Zijn rang wordt aangegeven door het kruis achter zijn schild en daarom zouden Chinese (aarts)bisschoppen de hoed beter weg kunnen laten in hun wapen.

## Heraldiek in de oosterse geünieerde kerken
De zes geünieerde kerken, geloofsgemeenschappen met een eigen rite die de paus als hoofd erkennen hebben een eigen heraldiek. De patriarchen, (aarts)bisschoppen, bisschoppen en priesters van de Armeense, Byzantijnse, Chaldeeuwse, Koptisch-katholieke, Maronitische en Syrische Riten dragen kostbare mijters, kronen en staven. Bijzonder is de "doctorale staf" met twee slangen en een kruis. Omdat de priester- of bisschopshoed in deze riten niet gebruikt wordt is heeft deze geen plaats in het wapen van de priesters gekregen, maar wij kunnen uit ook in het Westen bekende heraldische elementen als patriarchaal kruis, bisschoppelijk processiekruis, mijter en pallium de kerkelijke rang van de drager van het afgebeelde wapen herkennen.
Een bijzonder element in de heraldiek van deze riten is de in de Latijnse rite van West-Europa onbekende aartsbisschoppelijke staf die een wereldbol met een kruis op de punt draagt en achter het wapenschild van een werkelijk of honorair aartsbisschop wordt geplaatst. Om al deze staven en kruizen naast de mijter een plaats te kunnen geven is het gebruikelijk en heraldisch-technisch ook noodzakelijk om het wapenschild langer te maken.

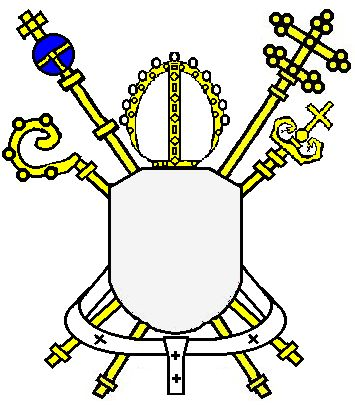
Wapen van een Armeens patriarch met doctorstitel

## Heraldiek in de geünieerde kerk van de Byzantijnse ritus
Ook deze zes geünieerde kerken, geloofsgemeenschappen met een byzantijnse rite die de paus als hoofd erkennen hebben een eigen heraldiek. De patriarchen, (aarts)bisschoppen, bisschoppen en priesters van de Griekse, Russische, Melkietische, Roetheense, Joegoslavische, Bulgaarse en Roemeense kerken dragen stijve kostbare mijters die op kronen lijken en staven met elkaar aanziende slangen. Deze parafernalia vonden ook hun weg naar de wapens van deze priesters.
Anders dan in de Latijnse kerk wordt de kerkelijke hiërarchie niet in alle geünieerde kerken met kwasten aan de zijden van het wapenschild tot uitdrukking gebracht. Ook de hoeden ontbreken vaak en zijn door op kronen gelijkende mijters of byzantijnse kronen vervangen. Staven en processiekruisen zoals het patriarchaal kruis spelen daarentegen een belangrijke rol. Oosterse prelaten die ook kardinaal zijn, kunnen kiezen voor het gebruik van ófwel hun Latijnse kardinaalswapen met hoed en kwasten ofwel hun aartsbisschoppelijke wapen. Het aartsbisschoppelijke pallium, teken van zijn mach,t wordt ook in het wapen van de hoge prelaten van de geünieerde kerk afgebeeld, maar ontbreekt ook daar bij titulaire aartsbisschoppen.
Verder zijn de parasol, kostbare mijter ("Mitra Preciosa"), kromstaf, herderstaf, patriarchale en gewone kruizen, Maltezer kruis en kruis van Jeruzalem, Byzantijnse bisschopskroon, oosterse mijter, patriarchale staf met wereldbol en kruis, herdersstaf met slangen, doctorsstaf, Armeense tiara (een soort mijter) en koormantel of "mandyas" in priesterwapens in de geünieerde kerken gebruikelijke en toegestane ornamenten.
Tussen de verschillende geünieerde kerk kerken bestaan grote verschillen in de heraldische vormgeving.

## Heraldiek in de orthodoxe kerken
De orthodoxe kerken vormen sinds het schisma geen eenheid met de Rooms-Katholieke Kerk en maken spaarzaam gebruik van de heraldiek. De Byzantijnse mijter, slangenstaf en processiekruisen spelen een belangrijke rol.

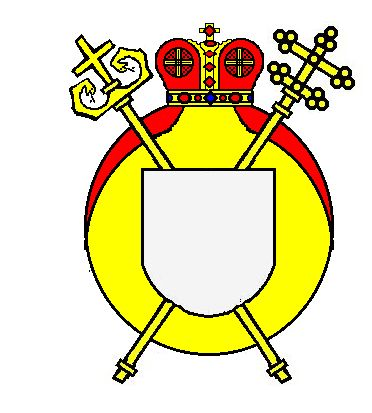
Grieks-Melkietisch patriarch met doctorstitel

## Heraldiek in de Engelse staatskerk
De scheiding van de rooms-katholieke en de anglicaanse Kerk in de 16e eeuw heeft tot twee verschillende heraldische tradities geleid. De bisschoppen van de anglicaanse kerk bekronen met de "kostbare mijter", in het Latijn "mitra precoisa" of, in het geval van een gouden mijter "auriphrigiata" genoemd, hun wapen.
In de 20e eeuw gingen Engelse geestelijken op eigen initiatief hoeden die vergelijkbaar zijn met de priesterhoeden van de roomse kerk in hun wapen plaatsen. Dit gebruik werd in 1967 gesanctioneerd door de Engelse Earl Marshall. In 1976 gaf de Hertog van Norfolk, als erfelijk Earl Marshall verantwoordelijk voor alle heraldiek en ervoor wakend dat er geen eretekens ontstaan die niet voortkomen uit de Engelse "fons honorum" duidelijke regels voor de hoeden van de geestelijkheid van de Engelse staatskerk.
Alle hoeden zijn zwart en hoewel het katholieke systeem van kwasten en koorden in grote lijnen gevolgd wordt zijn er ook duidelijke verschillen aan te wijzen.
Anglicaanse bisschoppen geven hun pallium een plaats in hun wapenschild waar de katholieke kerk het pallium buiten het schild ophangt.
- Bisschoppen en aartsbisschoppen plaatsen een mijter op hun wapenschild.
- De aan de huishouding van de Britse monarch verbonden geestelijken plaatsen een rood-witte tudorroos op hun hoed.
- Doctoren in de Godgeleerdheid (Theologie) voeren een bij hun rang passende hoed en kwasten, maar deze laatste is voorzien van een rode streng in het koord.
- Aartsdiakens plaatsen in hun wapen een zwarte hoed met zes paarse kwasten die afhangen van paarse koorden.
- Dekens plaatsen in hun wapen een zwarte hoed met zes rode kwasten die afhangen van paarse koorden.
- Kanunniken plaatsen in hun wapen een zwarte hoed met zes rode kwasten die afhangen van zwarte koorden.
- Priesters plaatsen in hun wapen een zwarte hoed met twee kwasten die afhangen van zwart-wit gevlochten koorden.
- Diakenen voeren een zwarte hoed zonder koorden en kwasten.

Een anglicaanse bisschop
Een anglicaanse aartsdiaken
Een anglicaanse deken
Een kanunnik in dienst van de Britse koningin
Een anglicaanse kanunnik
Een anglicaanse priester
Een anglicaanse diaken

## De plaats van ridderorden in de wapens van de katholieke geestelijkheid
In een priesterwapen is, behoudens de figuren op het schild zèlf, waarover de kerk geen zeggenschap heeft, geen plaats voor wereldlijke symbolen. Het is geestelijken dan ook niet toegestaan om onderscheidingen in het wapen op te nemen.
In het verleden was het wel gebruikelijk om zulks te doen maar het kerkelijk recht verbiedt dit en het Vaticaan treedt ook tegen overtredingen op.
Het canonieke recht maakt een uitzondering voor twee ridderorden:
1. De Souvereine Militaire Orde van Sint Jan van Jeruzalem en Malta (orde van Malta) is een religieuze instelling en onderworpen aan kerkelijk recht
2. De Orde van het Heilig Graf wordt door de kerk als een aan de kerk verbonden orde gezien.

De ridders en leden van de Duitse Orde kunnen het kruis van hun orde ìn het schild plaatsen maar mogen het niet onder het schild leggen of aan het schild hangen.
Baljuws-Grootkruis leggen hun wapenschild òp het kruis van de orde en mogen ook een "schildhoofd van religie" in hun wapenschild aanbrengen. Sommigen verkiezen beiden te doen.
Geestelijken die geen kardinaal zijn, behoren hun ordekruis aan een zwart lint onder hun wapenschild te hangen of een andere plaats aan het kruis van de orde te geven. De patriarchen verzetten zich tegen deze uitleg van de regels en menen dat zij net als andere grootkruisen het recht hebben om hun kruis op een grootkruis te leggen.
De Constantinische Orde, meer in het bijzonder de Napolitaanse tak die de Heilige Militaire Constantinische Orde van Sint-Joris wordt genoemd, heeft ook een kardinaal als beschermheer en kent veel geestelijken in haar rangen. Deze orde wordt desondanks niet in priesterwapens afgebeeld.

### De Prins-Grootmeester van de Orde van Malta
Zijne Zeer Eminente Hoogheid de Prins-Grootmeester van de Souvereine Militaire Orde van Sint Jan van Jeruzalem en Malta is een geprofeste leek en hij draagt dan ook een rozenkrans om zijn, op een Maltezer kruis gelegde, wapen. Zoals bij de Orde van Malta gebruikelijk zijn de kralen niet zwart maar wit en is aan de rozenkrans een klein achtpuntig kruis van Malta bevestigd.
Omdat de Grootmeester van deze orde vanwege deze functie een prins is, draagt hij een met zilveren lelies bezaaide zwarte wapenmantel om zijn wapenschild en wordt deze mantel gedekt door een koninklijke beugelkroon met een Maltezer kruis als bekroning. Ook in de kroon keren de lelies, nu als gouden ornamenten op de met parels bezette opstaande diademen, terug. Opvallend is dat de soevereine Grootmeester geen gebruik maakt van de aan koningen voorbehouden ronde wapentent of paviljoen. De wapenmantel komt in plaats daarvan uit een kroon. Het wapen beantwoord niet geheel aan de regel dat wereldlijke symbolen als wapenmantel en kroon niet in een kerkelijk wapen worden afgebeeld, maar de bijzondere positie van de Prins-Grootmeester die een volkenrechtelijk erkende soevereine organisatie leidt, geeft hem het recht om dit gebod buiten beschouwing te laten. De Prins-Grootmeester kwartileert zijn eigen wapen op zijn wapenschild met het wapen van de orde van Malta; "keel (rood) met een kruis van zilver".

Baljuw-Grootkruis in de Orde van Malta.
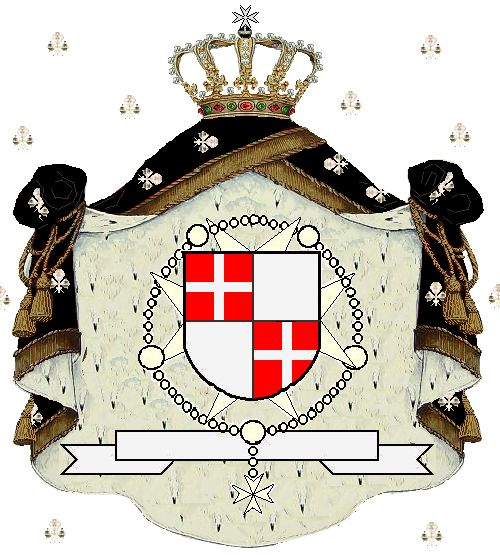
De Prins-Grootmeester van de Orde van Malta
Baljuw-Grootkruis van de Orde van het Heilig Graf

### De Grootmeester van de Duitse Orde
De Grootmeester van de Duitse Orde is sinds 1923 een priester en deze "gemijterde abt" mag sinds 1933 met een bijzondere privilege de kleding van een bisschop dragen. De Grootmeester legt het kruis van zijn waardigheid met een hartschild waarop een Duitse adelaar (met één kop) op een zilveren veld is gelegd. Het wapen van de Grootmeester wordt geplaatst op een gekruist zwaard en kromstaf, getooid met een mijter, en een zwarte priesterhoed met twaalf witte kwasten.

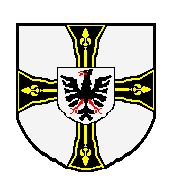
De Grootmeester van de Duitse Orde

### De Orde van de Dominicanen en hun leliekruis
Het leliekruis of "Croix Fleury" van de Orde van de Dominicanen wordt net als de twee ridderorden achter het schild van een geestelijke, hetzij priester of een lekenbroeder, geplaatst, maar dit is uiteraard geen ridderorde of onderscheiding.De Dominicanen zijn niet de enige orde met een eigen heraldische traditie; ook de zuster Birgittinessen hebben een kenmerkend wapen. Zij flankeren het wapen vaak met twee palmtakken. De abdissen en prioressen van hun kloosters voeren geen kromstaf, maar zij plaatsen als teken van hun waardigheid een kroon op hun wapenschild.

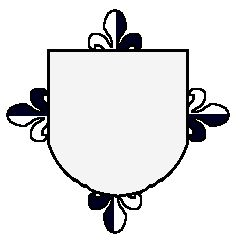
Wapen van een Dominicaan